# Joginiya-2
Joginiya-2 (en népalais : जोगिनियाँ-२) est un comité de développement villageois du Népal situé dans le district de Saptari. Au recensement de 2011, il comptait 4 489 habitants.